# Christopher Small
Christopher Small (eigentlich: Neville Charles Christopher Small; * 17. März 1927 in Palmerston North; † 7. September 2011 in Sitges, Spanien) war ein aus Neuseeland stammender Musikwissenschaftler, Komponist und Autor.

## Leben
Christopher Small wurde 1927 in Palmerston North geboren. Sein Vater war Zahnarzt, seine Mutter Lehrerin. Nachdem er einen Abschluss in Zoologie an der University of Otago erworben hatte, wechselte er zur Musik und studierte Piano, Chorleitung und Komposition an der Victoria University in Wellington, um dann ab 1953 Musik an neuseeländischen Schulen zu unterrichten. Daneben beschäftigte er sich mit der Produktion von Zeichentrickfilmen, für die er komponierte. Mit einem Stipendium zog er nach London, schrieb Kompositionen für Ballett und setzte 1961 seine Kompositionsstudien bei Priaulx Rainier in London fort. Nach kurzer Verlagstätigkeit unterrichtete er von 1971 bis 1986 am Ealing College of Higher Education in Slough.

## Karriere
Nach seinem ersten Buch Music, Society, Education (1977), das er während seiner Lehrtätigkeit geschrieben hatte, widmete er sich in dem 1987 erschienenen Werk Music of the Common Tongue der Geschichte der Afroamerikanischen Musik, indem er musikalische Traditionen in Afrika, Asien, Europa und Amerika verglich und den Aufstieg der westlichen Musik als eine kommerzielle, nicht-partizipatorische Kunst beschrieb. In Musicking unternahm er eine Analyse eines imaginären symphonischen Konzerts, um seine These zu untermauern, Musik sei Aktion, nicht ein Objekt, ein Verb, nicht ein Nomen, wie der Buchtitel impliziert. Small komponierte außerdem Werke für Orchester und Chor; 1988 entwickelte er für die BBC eine Programmreihe zu afroamerikanischer Musik unter dem Titel This Is Who We Are. Ab 1986 lebte er mit seinem Partner, dem Tanzpädagogen Neville Braithwaite, in dem spanischen Ort Sitges in der Nähe von Barcelona. Dort leitete er einen katalanischen Chor und setzte seine musikalischen Studien fort.
Christopher Small starb am 7. September 2011 im Alter von 84 Jahren.